# الأمين العام لمجلس الاتحاد الأوروبي
الأمين العام لمجلس الاتحاد الأوروبي هو رأس الأمانة العامة لمجلس الاتحاد الأوروبي. في أبريل 2015، عين المجلس الدنماركي جيب ترانهولم ميكلسن أمينًا عامًا للمجلس للفترة من 1 يوليو 2015 إلى 30 يونيو 2020. تم تعيينه لولاية ثانية في 29 أبريل 2020. تمتد الفترة الثانية، لخمس سنوات، من 1 يوليو 2020 إلى 30 يونيو 2025.
في السابق، كان شاغل هذا المنصب أيضًا الممثل السامي للاتحاد للشؤون الخارجية والسياسة الأمنية،  رئيس وكالة الدفاع الأوروبية  واتحاد أوروبا الغربية. أنشأت معاهدة أمستردام مكتب الممثل السامي وحددت أن الأمين العام سيشغل هذا المنصب في وقت واحد. مارس خافيير سولانا كلا الوظيفتين من عام 1999 حتى عام 2009. أعادت معاهدة لشبونة تحديد منصب الممثل السامي وفصلته مرة أخرى عن مكتب الأمين العام للمجلس.
اعتبارًا من عام 2010، كان الراتب الأساسي للأمين العام يساوي أجر موظف الخدمة المدنية من الدرجة الأولى: 17697.68 يورو شهريًا.

## قائمة الأمناء العامين
| ترتيب | صورة | اسم                 | فترة شغل المنصب | فترة شغل المنصب | فترة شغل المنصب    | الجنسية   |
| ترتيب | صورة | اسم                 | بداية الفترة    | نهاية الفترة    | المدة              | الجنسية   |
| ----- | ---- | ------------------- | --------------- | --------------- | ------------------ | --------- |
| 1     |      | كريستيان كالميس ‏    | 9 سبتمبر 1952   | 14 يونيو 1973   | 20 سنوات و278 أيام | لوكسمبورغ |
| 2     |      | نيكولاس هوميل ‏      | 1 يوليو 1973    | 7 أكتوبر 1980   | 7 سنوات و98 أيام   | لوكسمبورغ |
| 3     |      | نيلز إرسبول ‏        | 8 أكتوبر 1980   | 31 أغسطس 1994   | 13 سنوات و327 أيام | الدنمارك  |
| 4     |      | يورجن ترامب ‏        | 1 سبتمبر 1994   | 17 أكتوبر 1999  | 5 سنوات و46 أيام   | ألمانيا   |
| 5     |      | خافيير سولانا       | 18 أكتوبر 1999  | 1 ديسمبر 2009   | 10 سنوات و44 أيام  | إسبانيا   |
| 6     |      | بيير دي بواسيو ‏     | 1 ديسمبر 2009   | 26 يونيو 2011   | 1 سنة و207 أيام    | فرنسا     |
| 7     |      | اوي كورسيبيوس ‏      | 26 يونيو 2011   | 30 يونيو 2015   | 4 سنوات و4 أيام    | ألمانيا   |
| 8     |      | جيب ترانهولم ميكلسن | 1 يوليو 2015    | 7 أكتوبر 2022   | 7 سنوات و98 أيام   | الدنمارك  |
| 9     |      | تيريز بلانشيت       | 1 نوفمبر 2022   | شاغل المنصب     | 2 سنوات و135 أيام  | فرنسا     |